# ناوتو ساتو
ناوتو ساتو (باليابانية: 佐藤直人 ) (و. 1953  م) هو عالم فلك ياباني، ولد في سايتاما.